# Klan Gregor
Macgregor (MacGregor, McGregor, Gregarah) gael. MacGrioghair „syn Gregora” – szkockie nazwisko i nazwa klanu. Razem z klanami Grant, Macnab, Mackinnon, MacQuarie, Macaulay należeli do dawnego wielkiego klanu MacAlpin, łączącego według legendy potomków króla Kennetha MacAlpina. W rzeczywistości prawdopodobnym przodkiem klanu był Griogair MacDungal, jeden z lokalnych władców szkockich w IX w.
Klan Gregor, jak często nazywano klan Macgregorów zajmował początkowo tereny w środkowej Szkocji w dolinach Glenorchy i Glenstrae. Wypierani przez klan Campbell, który otrzymał od Roberta Bruce'a nadania tych ziem, zajmowali Macgregorowie tereny nad jeziorami Loch Earn, Loch Katrine i Loch Voil oraz tereny Balquhidder w środkowej Szkocji.
Pozbawiani ziemi, w ciągłym konflikcie z większością sąsiadów Macgregorowie stali się jednym z najdzikszych i najbardziej wojowniczych góralskich klanów. Po bezpotomnej śmierci wodza klanu Iaina of Glenstrae w 1519 przywództwo klanu objęła jedna z bocznych gałęzi, potomkowie zamordowanego przez Campbellów Gregora Roy Macgregora. Zmuszeni do życia w ukryciu, bez stałej rodowej siedziby Macgregorowie przyjęli miano „Dzieci Mgły” (Children of the Mist). Ostateczna tragedia dotknęła Macgregorów w 1603, gdy po krwawym zwycięstwie nad klanem Colquhoun pod Glen Fruin ogłoszono ich banicję. Podobno przedstawione u dworu zakrwawione szaty pokonanych tak wstrząsnęły królem Jakubem I, że bez dodatkowego śledztwa ogłosił cały klan Gregor wyjętym spod prawa, zakazał używania nazwiska Gregor i Macgregor i noszenia tartanu w jego barwach. 
Macgregorowie, pozbawieni ziemi, zmuszeni do walki, ścigani zaczęli ukrywać się pod przybranymi nazwiskami, m.in. Murray i Grant. Wyjęci spod prawa, uprawiali często proceder rozbójniczy, jeden z pomniejszych przywódców klanowych Robert Roy Macgregor-Campbell (1671-1734) przeszedł do legendy jako najsławniejszy szkocki zbójnik – Rob Roy.
Mimo banicji Macgregorowie całym klanem wsparli zbrojnie jakobitów, uczestnicząc m.in.w bitwach pod Prestonpans w 1715 r. i pod Culloden w 1745. Ta bezprecedensowa, zbiorowa proskrypcja trwała do 1774 r., gdy potomkowi wodzowskiej gałęzi rodu generałowi Johnowi Murray of Lanark pozwolono powrócić do rodowego nazwiska Macgregor. Po tym także większość członków klanu powróciła do własnego nazwiska.
Tragiczne, ale barwne dzieje klanu posłużyły za kanwę kilku romantycznym powieściom m.in. Roberta Louisa Stevensona Porwany za młodu i Waltera Scotta Rob Roy, operetce Reginalda De Kovena, balladom i pieśniom ludowym oraz głośnemu filmowi z 1995 w reż. Michaela Caton-Jonesa Rob Roy.
Do klanu Macgregor należą oprócz rodów Macgregor (MacGregor, McGregor, McGrigor) także rody: Alpin, Bain, Black, Brewer, Bowie, Caird, Comrie, Dochart, Dunn, Fletcher, Geig, Greer, Gregg, Gregson, Gregory, Grier, Grierson, Grigor, King, Leckie, Lockie, MacAlpin, MacAdam, Macara, Macaree, MacChoiter, MacInvalloch, MacGrowter, MacNeish, MacPeter, Petrie, Peters, Skinner, Stalker, Stirling, White, Whyte i in.
- naczelnik klanu – Sir Malcolm MacGregor of MacGregor, 7. Baronet of Balquhidder, 24. Wódz Klanu Gregor.
- Zawołanie wojenne – Ard choille! (gael. – lesiste wzgórze).
- Dewiza herbowa – S`rioghal mo dhream (gael. – królewski mój ród).
- Marsz klanowy – Ruaig Ghlinne Freoine – (gael. Pogrom pod Glen Fruin).
- Herb – w polu srebrnym dąb wyrwany z korzeniami w lewy skos, barwy naturalnej, skrzyżowany z mieczem błękitnym w prawy skos, złotą rękojeścią w dół, z czerwoną antyczną koroną na końcu ostrza. Klejnot – lwia głowa barwy naturalnej w prawo ukoronowana złotą antyczną koroną. Herb w opisanej podstawowej wersji przysługuje jedynie naczelnikowi klanu, pozostali herbowi członkowie rodu używają herbu zmienionego dodatkami, np. bordiurem.
- Godło – jako godło klanowe używany jest klejnot herbu MacGregorów, ukoronowana lwia głowa.

## Literatura
- Stanisław Grzybowski: Pretendenci i górale. Z dziejów unii szkocko-angielskiej. Wydawnictwo Wiedza Powszechna, Warszawa 1971
- R.W.Munro: L`Ecosse des clans et de tartans, Paris 1978
- Thomas Innes of Learney: The Tartans of The Clans and Families of Scotlan, W. & A.K. Johnston Limited, Edinburgh & London, 1938.
- Burke’s peerage, baronetage & knightage, Burke’s Peerage Ltd, London, 2003.